# Mémoires (Guy Debord)
 (juillet 2016).
Si vous disposez d'ouvrages ou d'articles de référence ou si vous connaissez des sites web de qualité traitant du thème abordé ici, merci de compléter l'article en donnant les références utiles à sa vérifiabilité et en les liant à la section « Notes et références ».
Mémoires est un livre de Guy Debord édité par lui même, hors commerce, en 1958. Il se compose de textes et d'images prélevés sur le mode du cut-up. Des dessins d'Asger Jorn viennent en guider la lecture.
Mémoires est l'aboutissement de la démarche déjà entreprise avec Jorn dans son livre Fin de Copenhague, que ce dernier avait publié en 1957 ; l'esthétique des deux ouvrages est similaire.

## Contenu
Un encadré figurant sur la page de titre indique : « cet ouvrage est entièrement composé d'éléments préfabriqués ». Le livre est constitué de deux types d'éléments :
- Des textes et des images collectés et assemblés sur le mode du cut-up. 
Les textes ont des origines multiples : des romans, des articles (critique cinéma ou littéraire, journal, ethnologie, psychologie, mode…), des manuels (physique, histoire, géographie, architecture…), des tracts… Ils sont parfois modifiés. Certains textes, peu nombreux, sont de Debord lui-même.
Les images sont des photographies, des cases de bandes dessinées, des illustrations, des logos, des cartes, des reproductions de tableaux.
- Des dessins d'Asger Jorn. Ceux-ci sont qualifiés, sur la page de titre, de « structures portantes » ; terme que Debord emprunte au domaine de l’architecture[1].

Debord utilise la technique du détournement : il reprend des éléments déjà existants afin de former une nouvelle œuvre. À ce sujet, Debord a proposé avec Gil Joseph Wolman un « Mode d'emploi du détournement ».
«  Tous les éléments, pris n'importe où, peuvent faire l'objet de rapprochements nouveaux. […] Tout peut servir. »
Si le texte est imprimé en noir et blanc, les dessins d'Asger Jorn sont eux en couleurs. Ils relient les fragments de texte et les images pour proposer un nouveau sens de lecture non linéaire et créer de nouvelles associations.

Dans un exemplaire de Mémoires, Debord a précisé les sources des textes et des images. Dans cet exemplaire, une note sur la première page, signée de son nom, donne les indications suivantes entre crochets : 
« [L'ouvrage est composé dans l'hiver 57-58, imprimé à Copenhague vers l'automne de 1958, en dépit de la mention imprimée "1959".] 
« [Tous les livres et journaux ici utilisés ont paru, au plus tard, en 1957, et généralement avant.] »
Le livre restitue la jeunesse et les combats de Guy Debord du début des années 1950. Il est structuré en trois parties renvoyant à des dates : juin 1952, décembre 1952 et septembre 1953.
La jaquette de l'édition originale est en papier de verre. 
Mémoires fut offert par Debord à ses amis. Ainsi le livre est resté strictement hors commerce jusqu'en 1993, date de sa réédition par Les Belles Lettres.

## Éditions
- Mémoires, Internationale situationniste, Copenhague, 1958.
- Mémoires, précédé d'Attestations, Les Belles Lettres, 1993. Le tirage est de 2 300 exemplaires dont une partie a brûlé lors de l'incendie de l'entrepôt des Belles Lettres.
- Mémoires, Allia, 2004.
- Mémoires est reproduit en noir et blanc dans Œuvres parues la collection « Quarto » de Gallimard en 2006. Les pages 427 à 444 détaillent l'origine des textes et des images utilisées par Debord.